# نيك فاوست
نيك فاوست (25 فبراير 1993 ببالتيمور في الولايات المتحدة - ) (بالإنجليزية: Nick Faust)‏ هو لاعب كرة سلة أمريكي في مركز مدافع مسدد الهدف. لعب مع Maryland Terrapins ‏.

## وصلات خارجية
- نيك فاوست على موقع الدوري التايواني الممتاز لكرة السلة (الصينية)
- نيك فاوست على موقع كرة السلة الأوروبية.كوم (الإنجليزية)
- نيك فاوست على موقع كلية كرة السلة في سبورتس رفرنس.كوم (الإنجليزية)
- نيك فاوست على موقع ريلجم (الإنجليزية)
- نيك فاوست على موقع بروبوليرز (الإنجليزية)
- نيك فاوست على موقع سبورتس رفرنس (الإنجليزية)